# Never Too Far
Never Too Far ist ein Lied der US-amerikanischen Sängerin Mariah Carey. Es wurde von ihr, Jimmy Jam und Terry Lewis geschrieben und produziert. Es erschien auf ihrem Album Glitter. Die Protagonistin dieser Ballade erklärt, dass die Liebe die Geliebten auch manchmal trennen kann. Im September 2001 wurde das Stück als zweite Single des Albums veröffentlicht. 
Never Too Far wurde das erste Lied in Careys Karriere, das die amerikanischen Billboard Hot 100 verfehlte. Jedoch wurde es in Australien und im Vereinigten Königreich ein Top-40 Hit und in Deutschland, der Schweiz, den Niederlanden und Schweden platzierte es sich außerhalb der Top-40. 
Die Benefiz-Single Never Too Far/Hero Medley kombiniert die erste Strophe von Never Too Far mit der zweiten Strophe und der Bridge von Careys US-Nummer-eins-Hit Hero (1993). Das Medley konnte den fehlenden Erfolg von Never Too Far später ausgleichen und schaffte es in die amerikanischen Singlecharts. 
Da Carey zuvor einen Nervenzusammenbruch erlitten hatte, konnte zum Lied kein Musikvideo gedreht werden. Anstelle des Videos wurde eine Szene aus dem Film Glitter übernommen, wo Billie Frank (gespielt von Carey) das Lied im Madison Square Garden in New York City während ihres ersten ausverkauften Konzerts singt.

## Charts und Chartplatzierungen
Never Too Far erschien in Deutschland, der Schweiz und dem Vereinigten Königreich als Doppel-A-Seite mit Don’t Stop (Funkin’ 4 Jamaica). Die Verkäufe beider Seiten wurden zusammenaddiert und als eine Single in der Chartauswertung berücksichtigt.
| ChartsChartplatzierungen     | Höchstplatzierung | Wochen |
| ---------------------------- | ----------------- | ------ |
| Deutschland (GfK)            | 97 (1 Wo.)        | 1      |
| Schweiz (IFPI)               | 65 (1 Wo.)        | 1      |
| Vereinigtes Königreich (OCC) | 32 (7 Wo.)        | 7      |